# Nervus phrenicus
De nervus phrenicus of middenrifszenuw is een motorische en sensibele zenuw die beiderzijds gevormd wordt door zenuwvezels uit de plexus cervicalis (ruggenmergswortels C3-C5, vooral C4). De zenuw loopt langs de musculus scalenus anterior naar beneden en vervolgens tussen de arteria subclavia en vena subclavia door naar de borstholte, waar hij in het mediastinum langs het hartzakje loopt om vertakt te eindigen op het middenrif (diafragma). De motorische vezels zorgen voor aansturing van het middenrif (ezelsbruggetje:  C3, 4 and 5 keep the diaphragm alive), de sensibele vezels bevatten informatie over gevoel in het hartzakje en een gedeelte van de vliezen die liggen rond de longen, galblaas en alvleesklier.
Doordat zenuwwortel C4 zorgt voor de sensibele zenuwvoorziening van de schouders, worden galblaasaandoeningen soms gevoeld als pijn op de schouder, dit wordt gerefereerde pijn genoemd. Als het ruggenmerg op niveau C4 niet meer functioneert, wordt de ademhaling moeilijk, aangezien het diafragma de belangrijkste ademhalingsspier is. De patiënt wordt benauwd, zeker als hij op de rug ligt. De ademhaling door het diafragma wordt dan overgenomen door de tussenrib- en buikspieren.
Operatief kan men het diafragma zogenoemd reven, waarbij het door een "tabaks"steek in de benedenstand wordt vastgezet, de patiënt kan hierdoor minder benauwd worden. Momenteel experimenteert men met een "pacemaker" die een prikkel kan geven aan het diafragma.

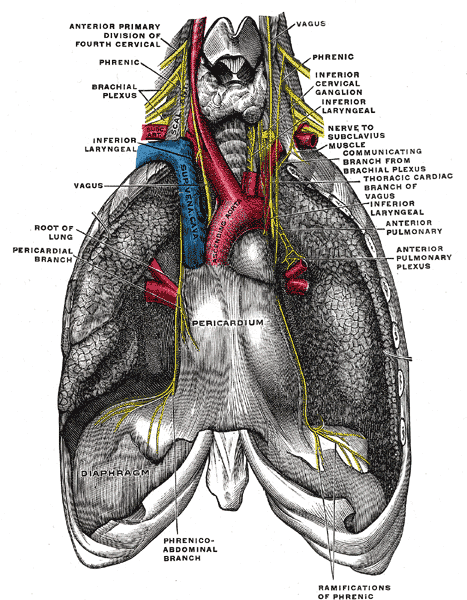
Verloop van de nervus phrenicus